# El Monte (kommun)
El Monte är en kommun i Chile.   Den ligger i provinsen Provincia de Talagante och regionen Región Metropolitana de Santiago, i den mellersta delen av landet, 40 km sydväst om huvudstaden Santiago de Chile. Antalet invånare är 35 923.. Arean är 118 kvadratkilometer.
Terrängen i El Monte är huvudsakligen kuperad, men åt sydost är den platt.
Trakten runt El Monte består till största delen av jordbruksmark. Runt El Monte är det tätbefolkat, med 257 invånare per kvadratkilometer.